# Amentotaxus hatuyenensis
Amentotaxus hatuyenensis är en barrväxtart som beskrevs av Hiep. Amentotaxus hatuyenensis ingår i släktet Amentotaxus och familjen idegransväxter. Inga underarter finns listade i Catalogue of Life.
Arten godkänns inte av IUCN. Den listas där som synonym till Amentotaxus yunnanensis.